# Солкі (Підляське воєводство)
Солкі (пол. Sołki) — село в Польщі, у гміні Райґруд Ґраєвського повіту Підляського воєводства.
Населення — 57 осіб (2011).
У 1975-1998 роках село належало до Ломжинського воєводства.

## Демографія
Демографічна структура станом на 31 березня 2011 року:
|          | Загалом | Допрацездатний вік | Працездатний вік | Постпрацездатний вік |
| -------- | ------- | ------------------ | ---------------- | -------------------- |
| Чоловіки | 28      | 4                  | 22               | 2                    |
| Жінки    | 29      | 9                  | 18               | 2                    |
| Разом    | 57      | 13                 | 40               | 4                    |